# Gryt
Gryt is een plaatsje in de gemeente Valdemarsvik in het landschap Östergötland en de provincie Östergötlands län in Zweden. De plaats heeft 95 inwoners (2005) en een oppervlakte van 67 hectare. Ten zuidoosten van het dorp bevindt zich een grote camping met watersportfaciliteiten.

## Verkeer en vervoer
Door de plaats loopt de Länsväg 212. Deze eindigt iets verder aan de kust in het haventje Fyrudden.